# التخنيون - معهد إسرائيل للتكنولوجيا
التخنيون – معهد إسرائيل للتكنولوجيا ((بالعبرية: הטכניון – מכון טכנולוגי לישראל‏) هي مؤسسة أكاديمية إسرائيلية في مدينة حيفا وتحديدًا على جبل الكرمل، ويطلق عليه عادةً اسم "قرية التخنيون” نسبةً إلى الحيّز الكبير الذي يشغله.
يركز بالأساس على تدريس الهندسة، العلوم الدقيقة والطب، ويعتبر من ارقى الجامعات في هذه المجالات في اسرائيل والشرق الأوسط. تحوي التخنيون على 19 كلية ووحده أكاديمية، 60 معهد أبحاث و 12 مشفى تدريبي، وهي اول جامعة تشمل الأبحاث في إسرائيل، ويعتبر اول جامعه إسرائيلية بالإضافة للجامعة العبرية في القدس، حيث تم انشاء كلاهما في عام 1925.
بدأت التخنيون عام 1925 على شكل مدرسة عليا، ثم أخذت تتوسع تدريجياً، وبدأت منذ عام 1952 بمنح درجات الماجستير والدكتوراه بالإضافة إلى درجة البكالوريوس.

## التاريخ
تم تصميم التخنيون في أوائل القرن العشرين من قبل الصندوق الألماني اليهودي عزرا كمدرسة للهندسة والعلوم. كانت المؤسسة الوحيدة للتعليم العالي في فلسطين العثمانية آنذاك، عدا عن أكاديمية بتسلئيل للفنون والتصميم في القدس (التي تأسست عام 1907). في أكتوبر 1913، اختار مجلس الأمناء اللغة الألمانية كلغة التدريس، مما أثار جدلاً كبيراً يعرف باسم حرب اللغات. بعد معارضة اليهود الأمريكيين والروس لاستخدام اللغة الألمانية، تراجع مجلس الأمناء في فبراير 1914 واختار اللغة العبرية كلغة التدريس. تم أيضا استبدال الاسم الألماني تخنيكوم بالاسم العبري تخنينون.
وضع حجر الأساس في التخنيون في عام 1912، وبدأت الدراسات بعد 12 عامًا في عام 1924، ثم بدأ بمنح درجات الماجستير والدكتوراه في عام 1952. في عام 1923، زاره ألبرت أينشتاين وزرع شجرة النخيل الأولى الشهيرة الآن، كمبادرة من تقليد نوبل. لا تزال أول شجرة نخيل تقف اليوم أمام مبنى التخنيون القديم، والذي أصبح الآن متحف ماداتاك، في حي هادار. أسس أينشتاين أول جمعية تخنيون، وكان رئيسًا لها عند عودته إلى ألمانيا.
في عام 1924، أصبح آرثر بلوك أول رئيس للتخنيون.

## الحرم الجامعي
يتواجد التخنيون في مدينة حيفا وتحديدًا على جبل الكرمل، ويطلق عليه عادةً اسم «مدينة التخنيون» نسبةً إلى الحيّز الكبير الذي يشغله.
تشير «مدينة التخنيون» بشكل عام إلى موقع مساحته 1.2 كيلومتر مربع يقع على المنحدرات الشمالية الشرقية المغطاة بأشجار الصنوبر في جبل الكرمل. يتكون الحرم الجامعي من 100 مبنى تحتوي على المختبرات، المكاتب، الدكاكين، بيت السينما، عيادة، بريد والمقاهي الطلابية، يشغلها الآلاف من الناس كل يوم.
اضافه لذلك، فعلى خلاف الكثير من الجامعات، السكن الطلابي في التخنيون هو جزء من الحرم الجامعي وليس خارجه، ويحوي السكن اليوم حوالي 5 الاف مكان أقامه.
لدى التخنيون حرمين جامعيين إضافيين. يضم المبنى الأصلي في وسط مدينة حيفا، والذي استخدم من قبل التخنيون حتى منتصف الثمانينيات، الآن هو متحف إسرائيل الوطني للعلوم والتكنولوجيا والفضاء، إضافة لبعض المباني التي تشكل امتدادا لكلة الهندسي المعمارية. وكلية الطب في حي بات غاليم، بجوار مستشفى رامبام في حيفا، أكبر مركز طبي في شمال إسرائيل.